# Ото Ернст Еренрайх I фон Абеншперг-Траун
Ото Ернст Еренрайх I фон Абеншперг-Траун (на немски: Otto Ernst Ehrenreich I von Abensperg und Traun; * 13 март 1644, Агщайн на десния бряг на Дунав във Вахау; † 9 септември 1715, Виена) от стария австрийски род Траун, е имперски граф на Абеншперг-Траун, ландмаршал/хауптман на съсловията в Долна Австрия (1690 – 1715).

## Живот
Той е син на граф Ханс Ото Еренрайх фон Абеншперг-Траун (1610 – 1659) и първата му съпруга фрайин Регина Кристина фон Цинцендорф-Потендорф (1611 – 1652), дъщеря на фрайхер Йохан Йоахим фон Цинцендорф-Потендорф (1570 1626) и Мария Юта (Юдит) фон Лихтенщайн-Фелдсберг (1575 – 1621). Баща му се жени втори път на 7 май 1656 г. във Виена за фрайин Мария фон Цинцендорф-Потендорф († 1680).
През 1653 г. император Фердинанд III издига фамилията Траун на имперски граф с името фон Абеншперг-Траун. Император Леополд дава на Ото Ернст Еренрайх господството Абенсберг в Бавария.
Фамилията Абеншперг-Траун строи от 1660 до 1667 г. наново дворец Петронел в стил ранен барок в Долна Австрия. През 1683 г. оттеглящата се от Виена турска войска запалва двореца и от 1690 г. при Ото Еренрайх I е отново построен. Дворецът Петронел е собственост на 17 генерации на фамилията и през 2006 г. е продаден на частен инвеститор.
През 1694 г. Ото Ернст Еренрайх I става рицар на хабсбургския Орден на Златното руно.
- Дворец Траун
- Дворец Петронел
- Палат Абеншперг-Траун във Виена

## Фамилия
Първи брак: на 6 февруари 1668 г. във Виена с фрайин Мария Кристина фон Цинцендорф и Потендорф (* 19 септември 1650, Виена; † 30 ноември 1689, Виена), дъщеря на фрайхер Кристоферус фон Цинцендорф и Потендорф и графиня Сузана Катарина фон Абеншперг-Траун. Те имат децата:
- Максимилиан Албрехт (*/† 1669)
- Франц Антон фон Абеншперг-Траун (* 4 юни 1674; † 12 септември 1745), женен на 29 август 1700 г. във Виена за графиня Мария Елеонора Палфи де Ердьод (* 7 ноември 1682; † 7 септември 1729)
- Маргарета Кристина (* 21 октомври 1677; † 1725), омъжена на 24 май 1694 г. във Виена за граф Габор Естерхази де Галанта (* 15 април 1673; † 13 декември 1704)
- Кристоф Юлиус фон Абеншперг-Траун (* 6 март 1679; † 1704), женен 1704 г. за гарфиня Мария Максимилиана фон Алтхан (1675 – 1751)
- Йозеф Леополд (*/† 1686)
- Карл (1688 – 1691)
- Йозеф (*/† 1689)
- Регина Мария Кристина (1670 – 1690)
- Мария Йозефа (1672 – 1756), монахиня
- Мария Ернестина (1682/3 – 1729), монахиня

Втори брак: на 2 септември 1691 г. във Виена с графиня Естер Юлиана Аполония фон Оперсдорф (* 3 февруари 1663, Обер-Глогау; † 16 октомври 1701, Виена), дъщеря на граф Франц Евзебиус фон Оперсдорф (1623 – 1691) и фрайин Анна Сузана фон Беес-Кростин. Те имат децата:
- Ото (1699/1700 – 1731), женен за графиня Терезия фон Колоредо († 1735)
- Елеонора (1696 – 1698)

Трети брак: на 15 юли 1704 г. във Виена с графиня Мария Елизабет фон Ленгхайм (* 24 януари 1666, Грац; † 10 май 1719, Виена), вдовица на граф Хелмхард Кристоф Унгнад фон Вайсенволф (1634 – 1702), дъщеря на граф Йохан Андреас 'Младия' фон Ленгхайм и фрайин Мария Анна Хелена Машвандер фон и цу Шванау. Те имат децата:
- Йохан Адам I фон Абеншперг-Траун (* 30 април 1705, Виена; † 13 декември 1786, Виена), женен на 6 октомври 1727 г. в Ернстбрун за графиня Мария Аполония фон Зинцендорфф (* 17 ноември 1711; † 20 февруари 1771, Виена); имат син
- Мария Антония Йозефа (* 28 април 1706; † 1755), омъжена 1726 г. за граф Максимилиан фон Франкенбург († 1760)
- Мария Катарина (* 27 септември 1707; † 1708)
- Мария Кристина Шарлота (* 2 август 1709; † 1766), омъжена I. за граф Фердинанд де Боамонт цу Пайерсбург; II. 1751 г. за граф Адам Кери